# ميروسلاف براندت
ميروسلاف براندت (بالكرواتية: Miroslav Brandt)‏ هو مؤرخ كرواتي، ولد في 1914، وتوفي في 2002.